# Basavanagadde, Tirthahalli
Basavanagadde là một làng thuộc tehsil Tirthahalli, huyện Shimoga, bang Karnataka, Ấn Độ.